# Серебряковский
Серебряковский — хутор в Обливском районе Ростовской области.
Входит в состав Алексеевского сельского поселения.

## География
На хуторе имеются две улицы — Запрудная и Степная.

## Население
| 2010 |
| ---- |
| 36   |